# Foltos aranybagoly
A foltos aranybagoly (Autographa bractea) a rovarok (Insecta) osztályának a lepkék (Lepidoptera) rendjéhez, ezen belül a bagolylepkefélék (Noctuidae) családjához tartozó faj.

## Elterjedése
Főként a hegyvidékeken fordul elő, az Alpokban 2600 méter tengerszint feletti magasságig, Európától Közép-Ázsiáig. Mocsaras, lápos réteken, patak- és folyóparti területeken, síkságokon, völgyekben, réteken és erdőkben és nedves árterületeken gyakori.

## Megjelenése
- lepke: szárnyfesztávolsága: 42-50  mm, az aranybaglyok alcsaládjának viszonylag nagy méretű faja . Az első szárnyak színe sötétbarnától a lilásbarnáig  változhat, elmosódott keresztirányú vonallal. Csillogó arany könnycsepp alakú folt díszíti a szárnyak közepét egy sötétbarna sávban. A hátsó szárnyak színe sárgásbarna színű, a lepke teste szőrös.
- hernyó:  szürkészöld.

## Életmódja
- nemzedék: egy nemzedékes faj, júniustól augusztusig rajzik.
- hernyók tápnövényei:  Hieracium fajok: Bojtos hölgymál (Hieracium villosum L.), martilapu (Tussilago farfara), útifű (Plantago), Crepis paludosa, gyermekláncfű (Taraxacum), csalán (Urtica) árvacsalán (Laminum) Stachys, sédkender (Eupatorium cannabinum).

## Fordítás
- Ez a szócikk részben vagy egészben  a   Quellhalden-Goldeule című német Wikipédia-szócikk fordításán alapul.  Az eredeti cikk szerkesztőit annak laptörténete sorolja fel. Ez a jelzés csupán a megfogalmazás eredetét és a szerzői jogokat jelzi, nem szolgál a cikkben szereplő információk forrásmegjelöléseként.